# Rallye Dakar 2024
Die Rallye Dakar 2024 (Saudi Arabia) war die 46. Ausgabe der Rallye Dakar und fand das fünfte Mal in Saudi-Arabien statt. Sie startete, nach den administrativen und technischen Abnahmen ab dem 1. Dezember 2023 im spanischen Barcelona, am 5. Januar 2024 im saudi-arabischen al-ʿUla und endete am 19. Januar 2024 in Yanbu, das 2023 der Startort der Rallye war, direkt am Roten Meer.

## Teilnehmer
Auch 2024 trat Audi Sport Q Motorsport mit dem Hybrid-Fahrzeug RS Q e-tron E2 zur Rallye Dakar an. Als Fahrer wurden, wie bereits 2022 und 2023, Carlos Sainz senior, Stéphane Peterhansel und Mattias Ekström verpflichtet.
Der fünffache Rallye-Dakar-Sieger Nasser Al-Attiyah startete ab 2024 nicht mehr für Toyota Gazoo Racing (TGR), mit dem er 2019, 2022 und 2023 die Rallye Dakar gewann. Im Jahr 2023 wechselte er zusammen mit seinem Copiloten Mathieu Baumel in sein eigenes Team Nasser Racing, in dem er, wie Sébastien Loeb, einen Prodrive Hunter T1+ fährt. Nach zahlreichen technischen Problemen an dem durch Prodrive gebauten Dacia Sandrider von Al-Attiyah brach dieser nach der 9. Etappe die Rallye Dakar 2024 ab.

„Es tut mir leid, aber ich möchte nicht mehr in dieses Auto steigen. Ich habe mich entschieden. Ich bin nur hergekommen, um mich zu bedanken. Am Abend fliege ich nach Hause.“

Trotz dieser Aussage fährt Al-Attiyah die gesamte 2024er Saison der World Rally-Raid Championship mit einem Dacia Sandrider und tritt damit ebenfalls, zusammen mit Sebastien Loeb und Cristina Gutiérrez, zur Rallye Dakar 2025 an.
Ab 2024 trat Ford-Performance-Motorsports zum ersten Mal mit einem Werksteam auf einem modifizierten Ford Ranger in der Klasse T1+ bei der Rallye Dakar an.
Im Jahr 2023 wechselte Joan Barreda Bort, der zuvor acht Jahre für das Honda-Werksteam fuhr, von Honda auf eine Hero RR 450 und fährt damit für das Werksteam von Hero MotoCorp die 2024er Ausgabe der Rallye Dakar.
Mit dem Pick Up E-Lions E2, einem umgebauten VW Amarok, vom niederländischen Stitching Rainbow Truck Team und dem Buggy HySE-X1 vom Forschungsverbund HYSE (Hydrogen Small Mobility & Engine Technology), dem Toyota, Mazda, Subaru, Kawasaki, Yamaha, Honda und Suzuki angehören, traten 2024 zwei Fahrzeuge mit Wasserstoffantrieb an. Dabei wird beim HySE-X1 keine Brennstoffzelle genutzt, in der Wasserstoff in elektrische Energie für einen Elektromotor umgewandelt wird, sondern flüssiger Wasserstoff wird in einem Verbrennungsmotor verbrannt. Die A.S.O. hatte zuvor die Kategorie „Dakar Future Mission 1000“ für Fahrzeuge mit alternativem Null-Emissions- oder Hybrid-Antrieb geschaffen.

## Route
Die knapp 8000 Kilometer lange Route, mit etwa 4800 Kilometer Sonderprüfungen, beinhaltet neun Biwaks und führte nach dem Prolog über 12 Etappen von al-ʿUla, etwa 150 Kilometer östlich des roten Meeres, in einem Bogen bis weit in die Provinz asch-Scharqiyya (Östliche Provinz) in die größte Sandwüste der Erde Rub al-Chali. Das Ziel befindet sich direkt am Roten Meer 300 Kilometer südlich von al-ʿUla zu in Yanbu. Im Jahr 2024 gab es erstmals in der Geschichte der Rallye Dakar eine 48-Stunden-Marathon-Etappe, die über 626 Wertungskilometer in der Rub al-Chali gefahren wurde.
Im Juni 2023 verlängerte die Amaury Sport Organisation, als Veranstalter der Rallye, den Vertrag über die Austragungen in Saudi-Arabien bis 2029. Der Vertrag sieht ab 2025 nun auch vor, gegebenenfalls weitere Austragungsländer aufzunehmen und die Rallye nicht mehr exklusiv in Saudi-Arabien stattfinden zu lassen.

## Zwischenfälle
Am 7. Januar 2024 stürzte der spanische Teilnehmer Carles Falcón (45) während der zweiten Etappe mit seinem Motorrad und trug eine so schwere Kopfverletzung davon, dass er am 15. Januar 2024 in einem spanischen Krankenhaus verstarb.

## Etappen
| Etappe  | Datum          | Start            | Ziel             | Etappenlänge | Etappenlänge | Etappenlänge | Sieger                       | Sieger                  | Sieger               | Sieger              | Sieger                | Sieger                     | Sieger                   |  |
| Etappe  | Datum          | Start            | Ziel             | Liaison      | Wertung      | Gesamt       | Motorrad                     | Quad                    | Auto                 | Side by Side        | Lkw                   | Dakar Future Mission 1000  | Dakar Classic            |  |
| ------- | -------------- | ---------------- | ---------------- | ------------ | ------------ | ------------ | ---------------------------- | ----------------------- | -------------------- | ------------------- | --------------------- | -------------------------- | ------------------------ |  |
| Prolog  | 5. Januar      | al-ʿUla          | al-ʿUla          | 130          | 27           | 157          | Tosha Schareina              | Francisco Moreno Flores | Mattias Ekström      | Xavier de Soultrait | Janus van Kasteren    | Nur Liaison, keine Wertung | Juan Morera              |  |
| 1       | 6. Januar      | al-ʿUla          | Al Henakiyah     | 127          | 414          | 541          | Ross Branch                  | Marcelo Medeiros        | Guillaume de Mevius  | Rodrigo Varela      | Janus van Kasteren    | Sylvain Espinasse          | Lorenzo Traglio          |  |
| 2       | 7. Januar      | Al Henakiyah     | ad-Dawadimi      | 192          | 463          | 655          | Jose Ignacio Cornejo Florimo | Marcelo Medeiros        | Stéphane Peterhansel | Gerard Farrés       | Janus van Kasteren    | Willy Jobard               | Juan Morera              |  |
| 3       | 8. Januar      | ad-Dawadimi      | Al Salamiya      | 295          | 438          | 733          | Kevin Benavides              | Alexandre Giroud        | Lucas Moraes         | Yasir Seaidan       | Aleš Loprais          | Jordi Juvanteny            | Carlos Santaolalla Milla |  |
| 4       | 9. Januar      | Al Salamiya      | Hofuf            | 332          | 299          | 631          | Jose Ignacio Cornejo Florimo | Manuel Andujar          | Sébastien Loeb       | João Ferreira       | Janus van Kasteren    | Wenmin Su                  | Carlos Santaolalla Milla |  |
| 5       | 10. Januar     | Hofuf            | Schaiba          | 527          | 118          | 645          | Pablo Quintanilla            | Marcelo Medeiros        | Nasser Al-Attiyah    | Xavier de Soultrait | Martin Macík          | Nur Liaison, keine Wertung | Ondřej Klymčiw           |  |
| 6       | 11.–12. Januar | Schaiba          | Schaiba          | 209          | 626          | 835          | Adrien van Beveren           | Alexandre Giroud        | Sébastien Loeb       | Xavier de Soultrait | Martin Macík          | Jean-Michel Paulhe         | Carlos Santaolalla Milla |  |
|         |                |                  |                  |              |              |              |                              |                         |                      |                     |                       |                            |                          |  |
| Ruhetag | 13. Januar     | Zwischenergebnis | Zwischenergebnis | 1812         | 2385         | 4197         |                              |                         |                      |                     |                       |                            |                          |  |
|         |                |                  |                  |              |              |              |                              |                         |                      |                     |                       |                            |                          |  |
| 7       | 14. Januar     | Riad             | ad-Dawadimi      | 390          | 483          | 873          | Jose Ignacio Cornejo Florimo | Alexandre Giroud        | Sébastien Loeb       | João Ferreira       | Martin Macík          | Jordi Juvanteny            | Carlos Santaolalla Milla |  |
| 8       | 15. Januar     | ad-Dawadimi      | Ha'il            | 220          | 458          | 678          | Kevin Benavides              | Manuel Andujar          | Mattias Ekström      | João Ferreira       | Mitchel van den Brink | Wenmin Su                  | Lorenzo Traglio          |  |
| 9       | 16. Januar     | Ha'il            | al-ʿUla          | 222          | 417          | 639          | Adrien van Beveren           | Alexandre Giroud        | Sébastien Loeb       | Cristiano Batista   | Gert Huzink           | Jean-Michel Paulhe         | Carlos Santaolalla Milla |  |
| 10      | 17. Januar     | al-ʿUla          | al-ʿUla          | 241          | 371          | 612          | Ricky Brabec                 | Manuel Andujar          | Guerlain Chicherit   | Sara Price          | Gert Huzink           | Jordi Juvanteny            | Carlos Santaolalla Milla |  |
| 11      | 18. Januar     | al-ʿUla          | Yanbu            | 107          | 480          | 587          | Ross Branch                  | Alexandre Giroud        | Guerlain Chicherit   | Jérôme de Sadeleer  | Aleš Loprais          | Wenmin Su                  | Lorenzo Traglio          |  |
| 12      | 19. Januar     | Yanbu            | Yanbu            | 153          | 175          | 328          | Kevin Benavides              | Alexandre Giroud        | Sébastien Loeb       | Florent Vayssade    | Aleš Loprais          | Jordi Juvanteny            | Carlos Santaolalla Milla |  |
| ZIEL    | 19. Januar     | Gesamtergebnis   | Gesamtergebnis   | 3145         | 4769         | 7914         | Ricky Brabec                 | Manuel Andujar          | Carlos Sainz senior  | Xavier de Soultrait | Martin Macík          | Jordi Juvanteny            | Carlos Santaolalla Milla |  |

## Endwertung Top 10

### Motorräder
|     | Fahrer                       | Fahrzeug                    |
| --- | ---------------------------- | --------------------------- |
| 1.  | Ricky Brabec                 | Honda CRF 450 Rally         |
| 2.  | Ross Branch                  | Hero 450 Rally              |
| 3.  | Adrien van Beveren           | Honda CRF 450 Rally         |
| 4.  | Kevin Benavides              | KTM 450R                    |
| 5.  | Toby Price                   | KTM 450 Rally               |
| 6.  | José Ignacio Cornejo Florimo | Honda CRF 450 Rally         |
| 7.  | Luciano Benavides            | Husqvarna 450 Rally Factory |
| 8.  | Daniel Sanders               | GasGas 450R                 |
| 9.  | Štefan Svitko                | KTM 450 Rally Replica       |
| 10. | Martin Michek                | KTM 450 Rally Replica       |

### Quads
|    | Fahrer             | Fahrzeug           |
| -- | ------------------ | ------------------ |
| 1. | Manuel Andujar     | Yamaha Raptor 700R |
| 2. | Alexandre Giroud   | Yamaha Raptor 700R |
| 3. | Juraj Varga        | Yamaha Raptor 700R |
| 4. | Laisvydas Kancius  | Yamaha Raptor 700R |
| 5. | Antanas Kanopkinas | Yamaha Raptor 700R |
| 6. | Samuel Desbuisson  | Yamaha Raptor 700R |
| 7. | Hani Alnoumesi     | Yamaha Raptor 700R |

### Auto
|     | Fahrer              | Beifahrer      | Fahrzeug                        |
| --- | ------------------- | -------------- | ------------------------------- |
| 1.  | Carlos Sainz senior | Lucas Cruz     | Audi RS Q e-tron E2             |
| 2.  | Guillaume de Mevius | Xavier Panseri | Toyota Hilux Overdrive          |
| 3.  | Sébastien Loeb      | Fabian Lurquin | Prodrive Hunter                 |
| 4.  | Guerlain Chicherit  | Alex Winocq    | Toyota Hilux Overdrive          |
| 5.  | Martin Prokop       | Viktor Chytkak | Ford Raptor RS                  |
| 6.  | Guy David Botterill | Brett Cummings | Toyota Hilux GR DKR             |
| 7.  | Giniel de Villiers  | Dennis Murphy  | Toyota Hilux GR DKR             |
| 8.  | Benediktas Vanagas  | Kuldar Sikk    | Toyota Hilux GR DKR / Overdrive |
| 9.  | Lucas Moraes        | Armand Monleón | Toyota Hilux GR DKR / Overdrive |
| 10. | Mathieu Serradori   | Loïc Minaudier | Century Racing CR6-T            |

### Side-by-Side
|     | Fahrer                | Beifahrer              | Fahrzeug            |
| --- | --------------------- | ---------------------- | ------------------- |
| 1.  | Xavier de Soultrait   | Martin Bonnet          | Polaris RZR Pro R   |
| 2.  | Jérôme de Sadeleer    | Michaël Metge          | Can-Am Maverick XRS |
| 3.  | Yasir Seaidan         | Adrien Metge           | Can-Am Maverick XRS |
| 4.  | Sara Price            | Jeremy Gray            | Can-Am Maverick XRS |
| 5.  | João Ferreira         | Filipe Palmeiro        | Can-Am Maverick XRS |
| 6.  | Sebastián Guayasamín  | Fernando Matias Acosta | Can-Am Maverick XRS |
| 7.  | Cristiano Batista     | Fausto Mota            | Can-Am Maverick XRS |
| 8.  | Gerard Farrés         | Diego Ortega Gil       | Can-Am Maverick XRS |
| 9.  | Emilija Gelažninkienė | Arūnas Gelažninkas     | Can-Am Maverick XRS |
| 10. | Florent Vayssade      | Nicolas Rey            | Polaris RZR Pro R   |

### Lkw
|     | Fahrer                | Beifahrer            | Mechaniker                          | Fahrzeug           |
| --- | --------------------- | -------------------- | ----------------------------------- | ------------------ |
| 1.  | Martin Macík          | František Tomášek    | David Švanda                        | Iveco Powerstar    |
| 2.  | Aleš Loprais          | Jaroslav Valtr       | Jiří Stross                         | Praga V4S DKR      |
| 3.  | Mitchel van den Brink | Moisès Torrallardona | Jarno van de Pol                    | Iveco Powerstar    |
| 4.  | Janus van Kasteren    | Darek Rodewald       | Marcel Snijders                     | Iveco Powerstar    |
| 5.  | Michiel Becx          | Wulfert Van Ginkel   | Edwin Kuijpers                      | Iveco Powerstar    |
| 6.  | Teruhito Sugawara     | Hirokazu Somemiya    | Yuji Mochizuki                      | Hino 600 Hybrid    |
| 7.  | Claudio Bellina       | Bruno Gotti          | Marco Arnoletti                     | Iveco Powerstar    |
| 8.  | Ben de Groot          | Govert Boogaard      | Ad Hofmans                          | Iveco Powerstar    |
| 9.  | Richard de Groot      | Jan Hulsebosch       | Martijn Johannes Martinus Van Rooij | Iveco Powerstar    |
| 10. | Pascal de Baar        | Giso Verschoor       | Tomáš Šikola                        | Tatra Buggyra EVO3 |

### Dakar Future Mission 1000
|    | Fahrer             | Beifahrer        | Mechaniker   | Fahrzeug |
| -- | ------------------ | ---------------- | ------------ | --- |
| 1. | Jordi Juvanteny    | José Luis Criado | Xavier Ribas | LKW: MAN TGA 26.480, Epsilon 6x6 (800-PS-Sechszylinder-Wasserstoff/Diesel) |
| 2. | Jean-Michel Paulhe | Gauthier Gibert  |              | Side-by-Side: Can-Am Maverick X3 XRC (Bioethanol-elektrisch) |
| 3. | Wenmin Su          |                  |              | Motorrad: Arctic Leopard E-XE880 Rally (50 PS, 880 Nm, Elektromotor) |
| 4. | Jamie Campbell     | Bruno Jacomy     |              | Buggy: HySE-X1 (998-ccm-Viertakt-Vierzylinder-Wasserstoff-Verbrennungsmotor)                                                                                                   |
| 5. | Gang Jun Cai       |                  |              | Motorrad: Arctic Leopard E-XE880 Rally (50 PS, 880 Nm, Elektromotor) |
| 6. | Willy Jobard       |                  |              | Motorrad: Arctic Leopard E-XE880 Rally (50 PS, 880 Nm, Elektromotor) |
| 7. | Dick Zuurmond      | Simon Koetsier   |              | Pick-up: E-Lions E2 (450 PS, 850 Nm Brennstoffzellenfahrzeug) |
| 8. | Sylvain Espinasse  |                  |              | Motorrad: Tacita Discanto (Flüssigkeitsgekühlter Elektromotor mit mechanischem Fünfganggetriebe, Batterieschnellwechselsystem und autarker Solar-Wind-Wasserstoff-Ladestation) |
| 9. | Oscar Polli        |                  |              | Motorrad: Tacita Discanto (Flüssigkeitsgekühlter Elektromotor mit mechanischem Fünfganggetriebe, Batterieschnellwechselsystem und autarker Solar-Wind-Wasserstoff-Ladestation) |

### Dakar Classic
|     | Fahrer                   | Beifahrer              | Mechaniker    | Fahrzeug                   |
| --- | ------------------------ | ---------------------- | ------------- | -------------------------- |
| 1.  | Carlos Santaolalla Milla | Jan Rosa Viñas         |               | Toyota Land Cruiser HDJ 80 |
| 2.  | Lorenzo Traglio          | Rudy Briani            |               | Nissan Pathfinder          |
| 3.  | Paolo Bedeschi           | Daniele Bottallo       |               | Toyota Land Cruiser BJ 71  |
| 4.  | Dirk Van Rompuy          | Luis Barbero García    |               | Toyota Land Cruiser HDJ 80 |
| 5.  | Maxence Gublin           | Anthony Sousa          |               | Land Rover Defender 110    |
| 6.  | Juan Morera              | Lidia Ruba             |               | Porsche 959                |
| 7.  | Marco Ernesto Leva       | Alexia Giugnio         |               | Mitsubishi Pajero          |
| 8.  | Amadeo Roige Bragulat    | Jorge Toral            |               | Toyota Land Cruiser KZJ 95 |
| 9.  | Rafael Lesmes Suarez     | José Luis Ruano Garcia | Tabatha Romón | Mercedes-Benz Actros 1844  |
| 10. | Juraj Šebalj             | Ivan Vidaković         |               | Nissan Terrano II          |